# Патріотичне товариство
Патріотичне товариство (яп. 愛国社, айкоку-ся) — перша загальнояпонська політична партія. Заснована 1875 року на базі Товариства самодопомоги. Відновлена після трирічної перерви 1878 року. Припинила існування 1880 року. Поборник руху за волю і народні права. Виступала а за відкриття всенародного Парламенту. Заклала основи Ліберальної партії Японії.

## Короткі відомості
Патріотичне товариство було засноване 22 лютого 1875 в Осаці, на заклик активістів Товариства самодопомоги Ітаґакі Тайсуке і Катаоки Кенкіті. Завданням організації визначалася боротьба із урядом країни за відкриття всенародного Парламенту. Більшість членів Патріотичного товариства належали до стану нетитулованої шляхти сідзоку, колишніх самураїв. На установчих зборах організації учасники вирішили розмістити штаб-квартиру в Токіо і проводити партійні з'їзди двічі на рік. Проте в березні того ж року Ітаґакі Тайсуке увійшов до складу центрального уряду, у зв'язку з чим Патріотичне товариство розпалося. 1877 року частина членів організації загинула в антиурядовому Сацумському повстанні.
Наприкінці 1877 за участі керівників Товариства самодопомоги, Уекі Еморі та Суґіти Садакадзу, розпочалась робота з відновлення Патріотичного товариства.
11 вересня 1878 в Осаці провели перший установчий з'їзд. На ньому були присутні делегати з 13 префектурних товариств з Ісікави, Айті, Вакаями, Ехіме, Каґави, Коті, Окаями, Тоторі, Фукуоки, Саґи, Оїти і Кумамото.
На 2-му з'їзді, який відбувся у березні 1879, Патріотичного товариства були представлені 21 організація з 18 префектур. На 3-му з'їзді в листопаді 1879 року Патріотичне товариство ухвалило рішення скласти і подати уряду петицію з вимогою відкриття Парламенту.
Велика кількість учасників свідчила про широку соціальну підтримку руху за волю і народні права. До лав оновленого Патріотичного товариства входили не лише шляхтичі, а й заможні селяни та купці. Шляхта представляла центральний провід партії, а інші класи — регіональний.
В березні 1880 в Осаці відбувся 4-й з'їзд Патріотичного товариства. В ньому взяли участь 97 делегатів з 29 префектур. Вони представляли 101 161 підписантів петиції до уряду з вимогою скликати всеяпонський законодавчий орган. На з'їзді ухвалили рішення перейменувати Патріотичне товариство на Парламентську лігу і обрали Катаоку Кенкіті та Коно Хіронаку делегатами до уряду, які від імені організації мусили подати йому петицію. Незгодні з рішеннями з'їзду оголосили про саморозпуск Патріотичного товариства 26 листопада 1880.